# Lohusuu kommun
Lohusuu vald är en kommun i Estland.   Den ligger i landskapet Ida-Virumaa, i den centrala delen av landet, 140 km öster om huvudstaden Tallinn. Lohusuu vald ligger vid sjön Peipus.
Följande samhällen finns i Lohusuu vald:
- Lohusuu